# Sildajazz

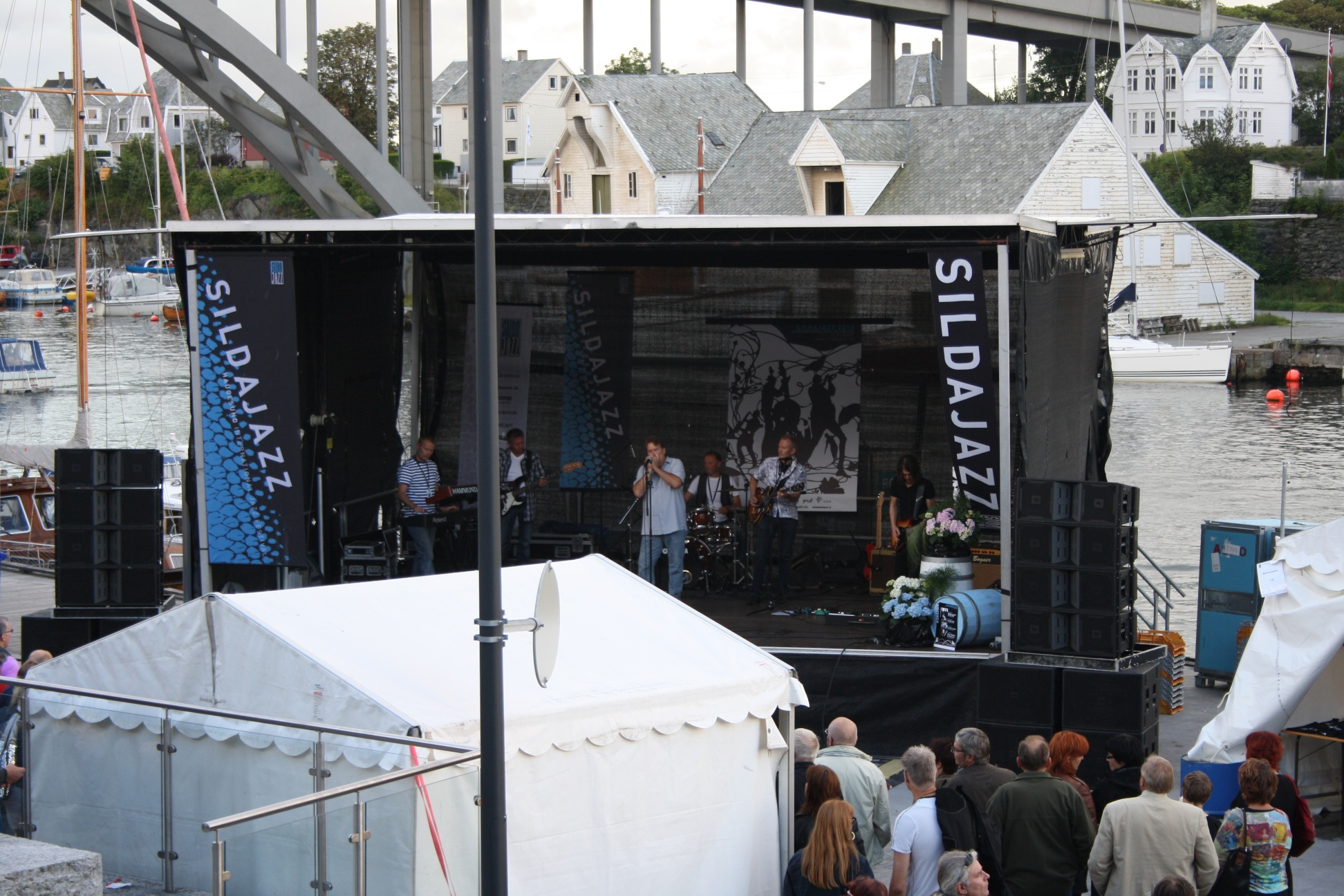
Impressie van Sildajazz in 2010

Sildajazz is een Noors jazzfestival dat jaarlijks in het tweede weekend van augustus wordt gehouden in Haugesund. Het eerste festival vond plaats in 1987.
Op het festival spelen zowel Noorse als internationale artiesten. Elk jaar wordt er een prijs uitgereikt aan een Noorse jazzmuzikant of -band, de Sildajazzprisen. Op het eerste festival stonden vier bands, tegenwoordig nemen elk jaar zo'n 350 musici (in zo'n zeventig groepen en orkesten) deel aan het festival. Het festijn duurt vijf dagen en er zijn ongeveer 180 concerten.
Het festival ontleent zijn naam aan het Noorse woord voor haring: sild. De visvangst heeft een grote rol gespeeld in de ontwikkeling van de stad Haugesund.